# Gouvernement Warschau
Het  gouvernement Warschau (Russisch: Варшавская губерния, Pools: Gubernia warszawska) was een gouvernement (goebernija) van Congres-Polen.
Het gouvernement Warschau ontstond in 1844 uit de samenvoeging van het gouvernement Mazovië en het gouvernement Kalisz. De hoofdstad van het gouvernement was Warschau. In 1867 werd het gebied van het gouvernement Warschau verdeeld onder een aantal kleinere gouvernementen, namelijk een kleiner gouvernement Warschau, het gouvernement Piotrków en het nieuw opgerichte gouvernement Kalisz. Een hervorming in 1893 zorgde ervoor dat het gouvernement Warschau groeide met gebied van het gouvernement Płock en het gouvernement Łomża. In 1912 werd het gouvernement Warschau onderdeel van het Regentschapskoninkrijk Polen.